# Pantoporia neriphoides
Pantoporia neriphoides är en fjärilsart som beskrevs av Holland 1900. Pantoporia neriphoides ingår i släktet Pantoporia och familjen praktfjärilar. Inga underarter finns listade i Catalogue of Life.